# Bajtkowo
Bajtkowo est un village polonais du district administratif d'Ełk, dans le powiat d'Ełk, voïvodie de Varmie-Mazurie, au nord-est du pays. 
Il est situé à environ 11 km au sud-ouest d'Ełk et à 117 km à l'est de la capitale régionale Olsztyn.
Sa population s'élève à environ 60 habitants.